# Тупілаць (Васлуй)
Тупілаць, Тупілаці (рум. Tupilați) — село у повіті Васлуй в Румунії. Входить до складу комуни Геджешть.
Село розташоване на відстані 262 км на північний схід від Бухареста, 33 км на південний схід від Васлуя, 90 км на південь від Ясс, 107 км на північ від Галаца.

## Населення
За даними перепису населення 2002 року у селі проживали 424 особи, усі — румуни. Усі жителі села рідною мовою назвали румунську.